# Marinobacter aromaticivorans
Espèce
Marinobacter aromaticivorans est une bactérie à Gram négatif, en forme de bacille, légèrement halotolérante, du genre Marinobacter. Elle a été isolée à partir de sédiments provenant de la Mer de Chine du Sud.

## Historique
La souche type D15-8 de l'espèce Marinobacter aromaticivorans a été isolée dans des sédiments marins prélevé ne Mer de Chine méridionale. Marinobacter aromaticivorans a la capacité de dégrader les hydrocarbures aromatiques polycycliques.

## Taxonomie

### Étymologie
L'étymologie de cette espèce M. aromaticivorans est la suivante : a.ro.ma.ti.ci.vo’rans. L. masc. adj. aromaticus, aromatique, fragrance ; L. pres. part. vorans, dévorant; N.L. part. adj. aromaticivorans, dévorant les composés aromatiques. Le nouveau nom a été validé également en 2016 par l'ICSP.